# Espèce en voie de disparition (film)
Pour les articles homonymes, voir Endangered Species.
Pour plus de détails, voir Fiche technique et Distribution.
Espèce en voie de disparition (Endangered Species) est un film américain réalisé par Alan Rudolph, sorti en 1982.

## Synopsis
Un ancien policier new-yorkais, alcoolique, se retrouve mêlé à une mystérieuse affaire de meurtres et de mutilations de bétail, lors de vacances passées dans le Colorado. La rencontre avec la femme shérif locale le mènera à une histoire d'amour mais aussi à des découvertes dont l'ampleur dépasse grandement le simple assassinat d'animaux de ferme. 

## Fiche technique
- Titre français : Espèce en voie de disparition
- Titre original : Endangered Species
- Réalisation : Alan Rudolph
- Scénario : Alan Rudolph & John Binder
- Musique : Gary Wright
- Photographie : Paul Lohmann
- Montage : Tom Walls
- Production : Carolyn Pfeiffer
- Sociétés de production : Alive Enterprises & Metro-Goldwyn-Mayer
- Société de distribution : Metro-Goldwyn-Mayer
- Pays :  États-Unis
- Langue : Anglais
- Format : Couleur - Mono - 35 mm
- Genre : Thriller
- Durée : 93 min
- Date de sortie : 
  - États-Unis : 10 septembre 1982

## Distribution
- Robert Urich : (VF : Jean-Pierre Moulin)  Ruben Castle
- JoBeth Williams (VF : Maik Darah) : Le shérif Harriet Purdue
- Paul Dooley : Joe Hiatt
- Hoyt Axton : Ben Morgan
- Marin Kanter (VF: Martine Reigner) : Mackenzie Castle
- Gailard Sartain : Le maire Fred Aumille
- Peter Coyote : Steele
- Patrick Houser : Le shérif adjoint Chester
- Dan Hedaya : Peck
- Harry Carey Jr. : Dr. Emmer
- Joseph G. Medalis : Maître Isaac
- John Considine : Burnside

## Récompenses et distinctions

### Nominations
- Saturn Awards
  - Meilleur film de science-fiction